# UFC Fight Night: Rodriguez vs. Caceres
UFC Fight Night: Rodriguez vs. Caceres（ユーエフシー・ファイトナイト：ロドリゲス・バーサス・カサレス、別名UFC Fight Night 92）は、アメリカ合衆国の総合格闘技団体「UFC」の大会の一つ。2016年8月6日、ユタ州ソルトレイクシティのビビント・スマート・ホーム・アリーナで開催された。

## 大会概要
UFC初のユタ州開催となった本大会ではヤイール・ロドリゲスとアレックス・カサレスによるフェザー級戦が組まれた。
KOTC女子ストロー級王者ダニエル・テイラー、キャリア7戦全勝のジョセフ・ジリオッティ、7戦無敗のジャスティン・レデットがUFCデビュー。

## 試合結果

### アーリープレリム
第1試合 ヘビー級 5分3R
○  ジャスティン・レデット vs.  チェイス・シャーマン ×
3R終了 判定3-0（30-27、30-27、30-27）
第2試合 フェザー級 5分3R
○  カブ・スワンソン vs.  川尻達也 ×
3R終了 判定3-0（30-27、30-27、29-28）

### プレリミナリーカード
第3試合 フェザー級 5分3R
○  石原夜叉坊 vs.  オラシオ・グティエレス ×
1R 2:32 KO（左フック→パウンド）
第4試合 ライト級 5分3R
○  デビッド・テイマー vs.  ジェイソン・ノベーリ ×
2R 1:25 KO（スタンドパンチ連打）
第5試合 ヘビー級 5分3R
○  マルチン・ティブラ vs.  ヴィクトル・ペシュタ ×
2R 0:53 KO（左ハイキック）
第6試合 ウェルター級 5分3R
○  コート・マッギー vs.  ドミニク・スティール ×
3R終了 判定3-0（30-27、29-28、29-28）

### メインカード
第7試合 女子ストロー級 5分3R
○  マリーナ・モロズ vs.  ダニエル・テイラー ×
3R終了 判定2-1（28-29、29-28、30-27）
第8試合 ミドル級 5分3R
○  トレバー・スミス vs.  ジョセフ・ジリオッティ ×
3R終了 判定3-0（30-26、30-26、30-26）
第9試合 ウェルター級 5分3R
○  サンチアゴ・ポンジニッビオ vs.  ザック・カミングス ×
3R終了 判定3-0（29-28、29-28、30-27）
第10試合 ミドル級 5分3R
○  ターレス・レイチ vs.  クリス・カモージー ×
3R 2:58 リアネイキドチョーク
第11試合 フェザー級 5分3R
○  デニス・バミューデス vs.  ホニー・ジェイソン ×
3R終了 判定3-0（30-27、30-26、30-27）
第12試合 フェザー級 5分5R
○  ヤイール・ロドリゲス vs.  アレックス・カサレス ×
5R終了 判定2-1（46-49、48-47、48-47）

### 各賞
ファイト・オブ・ザ・ナイト： ヤイール・ロドリゲス vs. アレックス・カサレス
パフォーマンス・オブ・ザ・ナイト： マルチン・ティブラ、石原夜叉坊
各選手にはボーナスとして5万ドルが授与された。

### カード変更
負傷などによるカードの変更は以下の通り。
- ジャスティン・キッシュ → ダニエル・テイラー（第7試合）

- ブラッド・タヴァレス → クリス・カモージー（第10試合）